# 赫洛貝
49°41′20″N 34°48′53″E / 49.68889°N 34.81472°E
赫洛貝（羅馬化：Hloby）是烏克蘭的村落，位於該國中部波爾塔瓦州，由波爾塔瓦區負責管轄，距離卡爾瑙希2公里，海拔高度102米，2001年該村落人口10。